# Hyundai Entourage
Hyundai Entourage er en MPV-model fra Hyundai, som blev produceret fra 2006 til 2009. Modellen var identisk med søstermærket Kias Kia Carnival. Den var udviklet til det amerikanske marked og markedsførtes kun dér.
Den eneste motor på programmet var en 6-cylindret 3,8-liters benzinmotor med 250 hk. I modsætning til søstermodellen fandtes modellen ikke med dieselmotor. Modellen fandtes kun med automatgear.
Modellen var som standard forsynet med 6 airbags, ABS og ESC. 
Af US NCAP var modellens sikkerhed vurderet til 5 stjerner ud af 5 mulige. Modellen er ikke blevet testet af EuroNCAP, da den ikke markedsførtes officielt i Europa.